# Општина Кончешти (Ботошани)
Кончешти (рум. Conceşti) општина је у Румунији у округу Ботошани.
Oпштина се налази на надморској висини од 190 m.